# Leiothrix vivipara
Leiothrix vivipara là một loài thực vật có hoa trong họ Eriocaulaceae. Loài này được (Bong.) Ruhland mô tả khoa học đầu tiên năm 1903.